# 戈登·霍尔
戈登·霍尔（英語：Gordon Hoare，1884年4月18日—1973年10月27日），英国男子足球运动员，司职前锋。他曾代表英国国家队参加1912年夏季奥林匹克运动会足球比赛，获得一枚金牌。